# I Brought You My Bullets, You Brought Me Your Love
I Brought You My Bullets, You Brought Me Your Love — дебютний студійний альбом американського рок-гурту My Chemical Romance, реліз якого відбувся 23 липня 2002 року на Eyeball Records. Продюсером альбому був фронтмен гурту Thursday Джефф Ріклі. MCR записувалися в Nada Recording Studio в Нью Уіндсорі, штат Нью-Йорк.

## Фонові події та запис
Із I Brought You My Bullets, You Brought Me Your Love My Chemical Romance стали відомими на місцевій андерграунд-сцені, але не вирвалися у мейнстрім — це вже сталося пізніше, із релізом їхнього наступного альбому Three Cheers for Sweet Revenge. Під час запису Bullets вокаліст Джерард Уей страждав через дентальний абсцес, тому йому було важко записувати вокал.

## Музичний стиль і теми текстів пісень
В альбомі чутно гітарні рифи, енергійний вокал та іноді скрім; Bullets відносять до таких жанрів, як емо, пост-хардкор, скрімо, панк-рок, готичний рок, поп-панк, гаражний панк. Хоч альбом продавався як платівка пост-хардкорного та альтернативного жанрів, його вважають емо-альбомом із сильними впливами від панк-року, хардкор-панку та хеві-металу. Пісні «Skylines and Turnstiles» і «Our Lady of Sorrows» описували як хардкор-панк.
I Brought You My Bullets, You Brought Me Your Love часто називають концептуальним альбомом, в якому діють два персонажі на кшталт Бонні та Клайда, яких у кінці застрелюють. Фани вважають концепти Bullets та наступного альбому My Chem, Three Cheers for Sweet Revenge (2004), тісно пов'язаними, хоча ця думка не була офіційно підтверджена самим гуртом. У рамках концепту другого альбому, як припускають, той самий чоловік після своєї смерті опиняється у чистилищі, де укладає договір із дияволом: він зможе знову зустрітися зі своєю коханою тільки якщо вб'є тисячу злих чоловіків для диявола. Уклавши договір, він повертається у світ живих, аби виконати цю жахливу місію. Припущення фанів щодо пов'язаності концептів доводять наступні факти:
- Малюнок на обкладинці Three Cheers for Sweet Revenge названий «Demolition Lovers», як і остання пісня в Bullets. (Також в оформленні диску Three Cheers є текст: «Історія про чоловіка, жінку та тисячі трупів жорстоких людей».)
- Теми останніх пісень двох альбомів, «Demolition Lovers» і «I Never Told You What I Do for a Living», схожі. У другій згаданій пісні є рядки: "Вони вистрелили нам у потилиці двічі, та тепер ми мертві, " — з яких можна припустити, що головний герой помер та не зміг врятувати свою кохану з пекла.
- У пісні «It's Not a Fashion Statement, It's a Fucking Deathwish» зі Three Cheers також розповідається про чоловіка, що повертається зі світу мертвих та зізнається, що збирається зчинити вбивство. (Також варто зауважити, що «… Deathwish» була написана ще за рік до початку запису Three Cheers).[19]

Ще однією темою в альбомі I Brought You My Bullets, You Brought Me Your Love є вампіри — як в буквальному, так і в метафоричному сенсі. Джерард Уей написав пісню «Skylines and Turnstiles» незадовго після того, як став свідком Терористичного акту 11 вересня 2001 року, та в пісні говориться про горе та втрату. Написання «Early Sunsets over Monroeville» надихнув фільм Джорджа Ромеро «Світанок мерців». Уей сам називає її «ніжною піснею про „Світанок мерців“», і в тексті також є посилання на фільм. Перед тим, як розпочати гурт, Уей писав та ілюстрував комікси та працював над коміксом про вампірів (який так і не закінчив); пізніше він сказав, що це було однією із причин присутності вампірської теми в текстах пісень.

## Реліз і тури
На CD альбому написано: «Всі права захищені. Самовільне копіювання матеріалів заборонено законом і призведе до того, що Джерард [Уей] прокрадеться у ваш дім і висмокче вашу кров.» У грудні 2002 гурт вирушив у тур із Misery Signals, Remembering Never, Every Time I Die. Вже у травні та червні 2003 My Chem турили з Every Time Ii Die і Give Up the Ghost.
MCR грали в барах і клубах у Нью-Джерсі, аби таким чином просувати альбом. Тур-менеджер Браян Шектер побачив, як гурт грає, і зрозумів, що вони були б ідеальним гуртом для туру із The Used. Пізніше Шектер став менеджером My Chemical Romance і I Brought You My Bullets, You Brought Me Your Love був помічений Reprise Records, дочірною компанією Warner Bros. Records, а у 2003 лейбл вже підписав контракт із гуртом.
У 2005 та 2009 роках відбулися ре-релізи альбому з деякими бонусами. Після закриття Eyeball Records у 2012 диск більше не випускався. 3 лютого 2009 альбом випустили на вінілі у чорному, білому та червоному кольорах. Того ж місяця 300,000 платівок було продано у США та більше 100,000 у Великій Британії. Нині альбом дуже важко знайти у США, тим не менш, 23 вересня 2016 альбом знову став доступним на iTunes, Spotify та Google Play.

## Список композицій
Всі пісні, окрім першої, написані гуртом My Chemical Romance.
| #     | Назва                                                   | Тривалість |
| ----- | ------------------------------------------------------- | ---------- |
| 1.    | «Romance»                                               | 1:02       |
| 2.    | «Honey, This Mirror Isn't Big Enough for the Two of Us» | 3:51       |
| 3.    | «Vampires Will Never Hurt You»                          | 5:26       |
| 4.    | «Drowning Lessons»                                      | 4:23       |
| 5.    | «Our Lady of Sorrows»                                   | 2:05       |
| 6.    | «Headfirst for Halos»                                   | 3:28       |
| 7.    | «Skylines and Turnstiles»                               | 3:23       |
| 8.    | «Early Sunsets Over Monroeville»                        | 5:04       |
| 9.    | «This Is the Best Day Ever»                             | 2:13       |
| 10.   | «Cubicles»                                              | 3:51       |
| 11.   | «Demolition Lovers»                                     | 6:06       |
| 41:12 |                                                         |            |

## Персонал
My Chemical Romance
- Джерард Уей — вокал
- Рей Торо — соло-гітара, бек-вокал; ритм-гітара на треках 3-7, 9-10
- Майкі Уей — бас-гітара
- Метт Пелісьєр — барабани, перкусія

Додаткові музиканти
- Френк Аїро — ритм-гітара, бек-вокал тільки на 2 та 8 треках (на той час Аїро вважався членом гурту, тим не менш, він приєднався вже після того, як інші четверо почали записуватися)

Продюсери та інженери
- Головний продюсер: Джефф Ріклі
- Продюсери 3 та 8 треків: Джефф Ріклі, Алекс Сааведра
- Запис і мікс: Джон Наклеріо (Nada Studios)
- Мастеринг: Райан Болл (Checkmate Sound & Recording)

Автори оформлення
- Обкладинка та оформлення: Марк Дебіак і Джерард Уей
- Фотографії: Алекс Сааведра